# Questa volta parliamo di uomini
Questa volta parliamo di uomini è un film a episodi italiano del 1965 diretto da Lina Wertmüller, il cui titolo fa riferimento a quello del film Se permettete parliamo di donne, diretto l'anno precedente da Ettore Scola.

## Trama
Mentre è intento a farsi la doccia, ospitato in casa di un amico, un chimico (interpretato da Nino Manfredi, protagonista maschile di tutti gli episodi del film) è costretto ad uscire dal bagno quando l'acqua smette di uscire. Senza accorgersene, per via del sapone negli occhi, esce malauguratamente sul pianerottolo, quando un colpo di vento muove la porta che si richiude alle sue spalle lasciandolo sulle scale completamente nudo. Le sue peripezie faranno da filo conduttore ai quattro episodi in cui si articola il film:
Un uomo d'onore
Federico, un industriale sull'orlo del fallimento incoraggia la moglie Manuela, già cleptomane, a continuare a rubare per mantenere il loro tenore di vita.

Il lanciatore di coltelli
Un lanciatore di coltelli, piuttosto in là con gli anni e con problemi di vista, si esercita usando la moglie come bersaglio, già menomata dai continui sbagli dell'uomo.

Un uomo superiore
Raffaele, un professore universitario, lascia che la moglie Lilly tenti di ucciderlo per eccitarsi sessualmente.

Un brav'uomo
Un bracciante della Valle Latina non fa nulla tutto il giorno, salvo che bere con gli amici e prendere a male parole la moglie che invece si ammazza di lavoro dall'alba al tramonto.

## Riconoscimenti
- 1966: Nastro d'argento al migliore attore protagonista a Nino Manfredi